# Myrmarachne formicaria
Myrmarachne formicaria es una especie de artrópodo arácnido de la familia Salticidae, llamadas comúnmente arañas saltadoras. Es una de las pocas especies en el género Myrmarachne que se encuentra fuera de los trópicos.

## Nombre
El nombre de la especie, formicaria, significa "similar a una hormiga" en latín.

## Distribución
M. formicaria tiene una distribución paleártica y ha sido introducida en los Estados Unidos.

## Subespecies
Se reconocen como válidas las siguientes subespecies:
- Myrmarachne formicaria formicaria (De Geer, 1778)
- Myrmarachne formicaria tyrolensis (C. L. Koch, 1846)